# Мелитена
Мелитена (грч. Μελιτηνή) — област у сјеверном дијелу историјске Мале Јерменије, између Антитаура и Еуфрата, у давнини била позната по плодној земљи, маслинама и грожђу, из којег се производило једно од бољих сорти грчког вина οίνος Μοναρίτης. Такав назив носило је и утврђење римских легионара, постројено послије завојевања Кападокије на обали Еуфрата, на граници с Јерменијом (савремени турски град Малатија).

## Хетитски и асирски период
Према Плинију, град је основала краљица Семирамида у близини Еуфрата. Настанак насеља, тада званог Арслантепе („лавље брдо”), неколико километара од модерног града Малатија, повезује се развојем пољопривреде у Плодном полумјесецу прије више од 6.000 година. У бронзаном добу постало је средиште административне области краљевине Ишува. Тада је утврђено, вјероватно за заштиту од напада Хетита са запада, који ће присајединити Кападокију своме царству у четрнаестом вијеку прије Христа. На хетитском језику, „мелид” или „мелит” значи „мед” што би могло објаснити етимологију имена „Мелитена”. Овај назив се среће у неколико облика у тадашњим изворима: хетитски = Малидија и можда Мидува; акадски = Мелиду и урартски = Мелитеа. Друго објашњење је да назив потиче од ријеке Мелас која се улива у Еуфрат.
Око 1200. п. н. е, Хетитско царство, које су напали „народи са мора” и Фригијци, распало се на групу кнежевина, међу којима је била и кнежевина „Милид”. Град је постао средиште нове државе „Каману”, сачувавши хетитску традицију. Истраживачи су открили палату унутар градских зидина, чији су лавови и статуе владара добри примјери хетске умјетности тог доба.
Асирски владар Тиглат-Пилесар I (1115—1077. п. н. е.) oсвојио је Кападокију око 1110. п. н. е. и обавезао краљевину Малидију да плати данак Асирији. Град је, међутим, наставио да напредује и учествовао је у савезима које су краљеви Урартуа подстицали против Асирије. Краљ Саргон II (722—705) коначно ће га заузети 712. године прије Христа. Отприлике у исто време, Кимеријци и Међани напали су Малу Азију и град је почео да пропада; међутим, област је и даље била насељена током хеленистичког и римског периода. Према Страбону, град је био познат старима под именом Мелитенa. Године 546. п. н. е. Кападокију је освојио Кир Велики, који је припаја Персијском царству. Иако персијски вазали, Кападокијом су и даље владали сопствени владари све до 330. п. н. е, када се осамосталио краљ Аријарат I, који је признао символично сизаренство Александра Великог.

## Римски период
Послије присаједињења Кападокије, које се збило у вријеме владавине императора Тиберија, 17. године нове ере, дуж Еуфратa је постројено неколико утврђења за заштиту сјеверног дијела Сјеверо-источног лимеса. Овдје је спровођена и регрутација за помоћне јединице римске армије. Тацит саопштава да је у вријеме кампање Гнеја Домитијуса Корбуле 63. године велики дио римске војске премјештен у област Мелитене. Послије окончања грађанског рата и Првог јудејског рата у провинцији Кападокији током 72-73. године стајале су ради заштите границе на Еуфрату легија XII Фулмината и легија XVI Флавија Фирма: први у Мелитени, други у Сатали. Легија XII Фулмината бранила је тај дио лимеса до краја 4. вијека; како је записано у Notitia Dignitatum, он је био смјештен овдје 387. године.
Године 290. у Мелитини је пострадао Свети мученик Јероним са своја 32 друга (њихова имена: Исихије, Никандр, Атанасије, Мамант, Варахије, Калиник, Теоген, Никон, Лонгин, Теодор, Валерије, Ксант, Теодул, Калимах, Евгеније, Теодот, Острихије, Епифаније, Максимијан, Дулкитије, Клавдијан, Теофил, Гигантије, Доротеј, Теодор, Кастрихије, Аникит, Темелије, Евтихије, Иларион, Лиодот и Амонит) који одбише да служе у римској војсци, сматрајући да је хришћанима штетно живјети заједно са идолопоклоницима и војниковати са њима.

## Ромејски (византијски) период
Током владавине цара Трајана насеље Мелитена порасло је до знатних размјера; при византијском императору Јустинијану град је спадао међу најважније у Малој Азији. Подјелом Јерменије на двије провинције (мисли се на подјелу у четвртој декади IV вијека) Мелитена је проглашена главним градом Друге Јерменије (Јерменија Секунда).
Године 577. овдје се одиграо сукоб византијске војске с персијским царем Хозројем I. У равници Мелитене водила се дводневна битка у којој су Сасаниди поражени. Цар Хозроје I побјегао је преко Арзанене према својој земљи. У бици је погинуо маг магова — водећи вјерски поглавар маздаизма.
Провинција Јерменија Прима проширена је 590. године територијама између Ерзурума и Карса, које су Сасаниди уступили и преименована је: назив Јерменија Прима дат је Јерменији Терцији, у коју је спадала и Мелитена. Касније је назив Јерменија Терција нестао — замјенила га је провинција Велика Јерменија, којој је припадала и долина Еуфрата.
Године 612. сасанидски цар је, за вријеме рата који је почео 603. године, напао и заузео Мелитену и тако цијелу византијску Јерменију учинио својим посједом.

## Знаменити грађани Мелитене
Свети Полиевкт био је први мученик у Мелитени. Он је на градском тргу поцепао царски указ о обавезном поклоњењу идолима и избио је из руку жречева идоле које су носили. Полиевкт је био војник при императору Декију и пострадао је за вјеру у Христа при императору Валеријану око 259. године. Доцније, за вријеме царевања Константинова, када је престао прогон на цркву Христову, у Мелитени је подигнут храм у име светог мученика Полиевкта.
Преподобни Акакије II, епископ мелитински. Учествовао је на Трећем васељенском сабору и заједно са осталим светим Оцима осудио и предао анатеми безбожног патријарха цариградског Несторија, који је хулио пречисту Дјеву Богородицу. Био је вољен и слављен од свију светих Отаца, и веома уважаван од благочестивог цара. Пошто је много година пасао Цркву Христову и учинио врло многа чудеса, пресели се ка Господу 435. године, и би сахрањен поред светог мученика Полиевкта.
Преподобни Јевтимије Велики, рођен по молитви родитеља, племенитих и знаменитих, у Мелитeни око 377. године. И прије но што се дијете родило, они су обећали да га дају на службу Богу. Крштен је у трећој години живота. Крстио га је Отрије, епископ Мелитински, и произвео га за чтеца чим је Јефтимије научио да чита. Два млада чтеца, Акакије и Синодије, потоњи епископи Мелитински, просвјетлили су га образовањем.  касније је био рукоположен за презвитера и дато му је, иако младом по годинама, да буде старјешина свим монасима у епархији. Пошто му је управљање манастирима нарушавало молитвено тиховање побјегао је у Јерусалим у својој двадесет деветој години. Остатак живота подвизавао се у пустињи између Јерусалима и Јерихона. По Божјем дару био је велики чудотоврац. Упокојио се 473. године.
Свети Дометијан, епископ мелитински, родио се у VI вијеку, при императору Јустину Млађем. Био је ожењен, но убрзо је обудовео, замонашио се и проводио строг и свет живот. Када му је било тридесет година би изабран за епископа града Милитене у Великој Јермернији. Мудар и ревностан у питањима вјере, силан у ријечи и дјелу, свети Дометијан је брзо стекао славу доброг у ревносног пастира. Више пута га је цар Маврикије слао у Персију ради народних послова, и са персијским царем Хозројем учвршћивао мир између Грка и Персијанаца. А када неки кнез Варам, устаде против персијског цара Хозроја, и збаци га с пријестола, тада овај светитељ поможе Хозроју те се врати на пријесто. Са тог разлога Хозрој се потчини Грцима, и плаћаше им данак. Када други пут дође у Цариград, 601. године, Дометијан се представи. И светим моштима његовим одадоше велику пошту и црквени и царски великодостојници, јер их са великим почастима пренесоше у његов град Мелитину.

## Извор
- Мелитена // Энциклопедический словарь Брокгауза и Ефрона : в 86 т. (82 т. и 4 доп.). — СПб., 1890—1907.